# My Little Pony: Equestria Girls
My Little Pony: Equestria Girls ist ein US-amerikanisch-kanadischer Animationsfilm von Jayson Thiessen aus dem Jahr 2013, der durch DHX Media und Hasbro Studios entstand. Er basiert auf der Spielzeugreihe Mein kleines Pony von Hasbro und ist ein Spin-off der Animationsserie My Little Pony – Freundschaft ist Magie. Die Premiere des Films fand in den USA am 15. Juni 2013 auf dem Los Angeles Film Festival statt, ab dem 16. Juni wurde er auch in den Kinos gezeigt. Die deutschsprachige Erstausstrahlung erfolgte am 3. August 2013 auf dem Fernsehsender Nickelodeon.

## Handlung
Die Handlung des Films beginnt nach Ende der dritten Staffel von My Little Pony – Freundschaft ist Magie, in der es dem Einhorn Twilight Sparkle, die als Zauberschülerin unter Prinzessin Celestia im Städtchen Ponyville in Equestria lebt, gelang, zu einem Alihorn, einem geflügelten Einhorn, zu werden. Dafür wurde sie jüngst zur Prinzessin gekrönt und tritt nun, begleitet von ihrem Assistenten, dem Babydrachen Spike, und ihren Freundinnen Rainbow Dash, Applejack, Pinkie Pie, Fluttershy und Rarity, als ihre erste Amtshandlung eine Reise in das Kristallkönigreich an. In der Nacht wird jedoch ihre Krone, die ein Element der Harmonie, ein mächtiges magisches Artefakt, beinhaltet, von einem unbekannten Einhorn gestohlen und durch eine Replik ersetzt. Twilight bemerkt zwar den Diebstahl, kann aber nicht verhindern, dass der Dieb mit der Krone durch ein magisches Portal entkommt.
Prinzessin Celestia kann den Dieb als ihre ehemalige Schülerin Sunset Shimmer identifizieren, die sie vor vielen Jahren verließ. Ihre Schwester, Prinzessin Luna, stellt klar, dass das Portal, durch das sie entkam, in eine andere Welt führt und sich nur alle 30 Monde für kurze Zeit öffnet und sich in drei Tagen schließen wird. Celestia besteht darauf, dass Twilight alleine das Portal durchschreitet, um die Suche nach ihrer Krone aufzunehmen, doch Spike folgt ihr. Auf der anderen Seite des Portals findet sich Twilight in einen Menschen verwandelt in der Welt der Menschen im Vorhof einer Highschool wieder, während Spike zu einem sprechenden Hund wird. Nach anfänglichen Schwierigkeiten sich in ihren neuen Körpern zurechtzufinden, beginnen beide, in der Schule nach der Krone zu suchen. Sie stellen dabei fest, dass sich der Ort zwar deutlich von ihrer Heimat unterscheidet, viele ihr bekannten Ponys aber eine menschliche Entsprechung an der Schule haben. Ihre Freundinnen sind dort Schüler und die Prinzessinnen Celestia und Luna die Schulleiterin und ihre Stellvertreterin. Sunset Shimmer hat ihre Krone unterdessen beim Durchqueren des Portals verloren und sie wurde zu der Krone, mit der die von den Schülern der Schule gewählte Prinzessin des in Kürze stattfindenden Herbstballs gekrönt werden soll, weshalb Twilight beschließt, gegen Sunset Shimmer für diese Position zu kandidieren. Sie stellt dabei jedoch fest, dass ihre Freundinnen aus Ponyville in dieser Welt nicht miteinander befreundet sind.
Während Twilight versucht, mehr über die Welt, in der sie gelandet ist, herauszufinden, schickt Sunset Shimmer Snips und Snails aus, zwei Schüler, die für sie arbeiten, um Twilight öffentlich zu demütigen und so ihre Chancen, Prinzessin des Herbstballs zu werden, zunichtezumachen. Unterdessen findet Twilight in einem Jahrbuch der Schule ein Bild, das ihre Freundinnen gemeinsam zeigt, und schließt daraus, dass diese früher befreundet waren. Am nächsten Morgen findet Twilight heraus, dass ihre Freundinnen nur deshalb nicht mehr zusammen sind, weil Sunset Shimmer Missverständnisse zwischen ihnen verbreitet hat, so dass diese wichtige Termine voneinander verpassten. Es gelingt Twilight, die Missverständnisse aufzuklären und ihre Freundinnen wieder zusammenzubringen, die versprechen, ihr bei ihrer Kandidatur zur Ball-Prinzessin zu helfen. Außerdem gewinnt sie die Freundschaft von Flash Sentry, Sunset Shimmers ehemaligem Freund. Gemeinsam können sie trotz der von Snips und Snails verbreiteten Demütigungen die Mehrheit der Schüler für sich gewinnen. Ein Versuch Sunset Shimmers, Twilight vom Herbstball auszuschließen, indem sie Snips und Snails dazu anstiftet, den Ballsaal zu verwüsten und Twilight die Schuld in die Schuhe zu schieben, scheitert, da Flash Sentry die von Snips und Snails angefertigten Beweisfotos als Fälschungen entlarven kann.
Um zu verhindern, dass wegen der von Snips und Snails angerichteten Schäden der Ball auf den nächsten Tag, nach dem das Portal zwischen Equestria und der Menschenwelt sich verschließt, verschoben wird, gesteht Twilight ihren Freundinnen ihre Herkunft und ihren eigentlichen Grund, Prinzessin des Balls zu werden, damit diese ihr helfen, den Ballsaal rechtzeitig wieder herzurichten. Die Tatsache, dass sie von dem sprechenden Hund Spike begleitet wird, überzeugt ihre Freundinnen, dass dies die Wahrheit ist.
Tatsächlich wird Twilight zur Prinzessin des Balls erwählt und erhält von Celestia die Krone, Snips und Snails entführen jedoch Spike, um Twilight zum Portal nach Equestria zu locken. Sunset Shimmer droht, diese zu zerstören, wenn Twilight ihr nicht die Krone übergibt. Twilight ist jedoch nicht bereit, darauf einzugehen, da sie erkennt, dass Equestria auch ohne sie und ihr Element der Harmonie überstehen kann, diese Welt jedoch erheblicher Gefahr ausgesetzt wäre, wenn Sunset Shimmer das Element kontrolliert. Diese greift Twilight darauf an und kann nach kurzem Kampf die Krone erbeuten. Sie nutzt es, um eine dämonenhafte Gestalt anzunehmen und sämtliche Schüler der Schule außer Twilights Freundinnen telepathisch zu kontrollieren. Mit diesen plant sie, Equestria anzugreifen. Twilight, Applejack, Rainbow Dash, Pinkie Pie, Fluttershy und Rarity stellen sich ihr entgegen. Sunset Shimmer versucht, das Element der Harmonie gegen diese einzusetzen, erkennt dabei aber nicht, dass die Elemente der Harmonie ihre Kraft aus der Magie der Freundschaft ziehen. Statt sie zu vernichten, stattet Sunset Shimmers Zauber sie mit den Kräften der Elemente der Harmonie aus. Damit gelingt es ihnen, Sunset Shimmers Verwandlung und telepathische Kontrolle zu brechen. Geschlagen sieht Sunset Shimmer die Fehler ihres Handelns ein und bittet um Verzeihung. Twilights Freundinnen bieten Sunset Shimmer an, ihr bei einem Neuanfang in dieser Welt zu helfen, während Twilight mit Spike ihre Krone nach Equestria zurückbringt, unmittelbar bevor das Portal sich schließt.

## Produktion
Equestria Girls wurde am 18. Dezember 2012 von Hasbro als geschütztes Markenzeichen eingetragen und erstmals im Kidscreen Magazine im Februar 2013 vorgestellt, damals allerdings noch als Fernsehserie. Erst in einer Ankündigung in der New York Times am 13. Mai 2013 war von einem Film dieses Namens die Rede. Regie führte Jayson Thiessen, das Drehbuch schrieb Meghan McCarthy. Beide waren in dieser Position bereits in der Fernsehserie My Little Pony – Freundschaft ist Magie tätig. Auch die Sprecher aus der Serie wurden für den Film verpflichtet.
Zu dem Film erschienen passende Spielzeugfiguren als Merchandising. In den USA wurde der Film erstmals auf dem Los Angeles Film Festival am 15. Juli 2013 gezeigt, einen Tag später erschien er auch in etwa 200 Kinos in den USA und Kanada. In Deutschland lief der Film nicht in den Kinos an, seine Premiere erfolgte am 3. August 2013 auf Nickelodeon. Im Oktober 2013 erschien von IDW Publishing ein 48-seitiger Comic, der die Vorgeschichte zum Film liefert, sowie ein 240-seitiger Roman zum Film namens My Little Pony: Equestria Girls: Through the Mirror von G. M. Berrow, der in einigen Szenen jedoch von der Filmhandlung abweicht.
Am 27. September 2014 erschien die Fortsetzung dieses Films unter dem Titel My Little Pony: Equestria Girls – Rainbow Rocks. Darin kehrt Twilight in die Menschenwelt zurück, um ihren dortigen Freunden beim Kampf gegen die Dazzlings, Sirenen, die die Schule in einem Wettstreit der Bands bedrohen, beizustehen.

## Synchronisation
| Rollenname                   | Originalsprecher                          | Deutscher Sprecher                     |
| ---------------------------- | ----------------------------------------- | -------------------------------------- |
| Twilight Sparkle             | Tara Strong Rebecca Shoichet (Gesang)     | Julia Meynen Saskia Tanfal (Gesang)    |
| Applejack                    | Ashleigh Ball                             | Lydia Morgenstern                      |
| Rarity                       | Tabitha St. Germain Kazumi Evans (Gesang) | Rubina Kuraoka                         |
| Fluttershy                   | Andrea Libman                             | Julia Stoepel                          |
| Pinkie Pie                   | Andrea Libman Shannon Chan-Kent (Gesang)  | Jennifer Weiß Magdalena Turba (Gesang) |
| Rainbow Dash                 | Ashleigh Ball                             | Giuliana Jakobeit                      |
| Spike                        | Cathy Weseluck                            | Hannes Maurer                          |
| Sunset Shimmer               | Rebecca Shoichet                          | Carmen Katt                            |
| Flash Sentry                 | Vincent Tong                              | Jeffrey Wipprecht                      |
| Prinzessin/Rektorin Celestia | Nicole Oliver                             | Silvia Mißbach                         |
| Luna                         | Tabitha St. Germain                       | Heike Schroetter                       |
| Snips                        | Lee Tockar                                | Dirk Petrick                           |
| Snails                       | Richard Ian Cox                           | Karlo Hackenberger                     |

## Rezeption
Equestria Girls traf auf gemischte Kritik. Auf The A.V.Club von The Onion gab Gwen Ihnat dem Film die Note B-. Er kritisierte, dass einige Szenen des Films für ein erwachsenes Publikum uninteressant sind. Daniel Alvarez von Unleash the Fanboy gab dem Film vier von fünf Sternen und kam zum Schluss, dass dessen Romanze zwar erzwungen wirkt, aber die guten Punkte und die Handlung die schlechten überwiegen. Luke Y. Thompson von Topless Robot hingegen bewertet den Film negativ. Er vermisst clevere Konzepte sowie eine Verbesserung der Animation im Vergleich zur Fernsehserie, wie sie in Die Simpsons – Der Film vorkamen. Nick Hamden von Iowa State Daily gibt dem Film drei von fünf Punkten und lobt die Moral des Films sowie dass er keinen bloß eindimensionalen Antagonisten hat, kritisiert jedoch, dass es primäres Ziel des Films ist, eine neue Spielzeugreihe von Hasbro zu bewerben.